# Formica lugubris
Formica lugubris — вид мурашок підродини Formicinae. Поширений в лісистих гірських районах на півночі Євразії. Колонії областовує у великих мурашниках, вкритих соломою та хвоєю, у яких живуть тисячі робочих особин і одна чи більше цариць. Робочі мурашки виглядають подібно до інших видів лісових мурах (рід Formica), але відрізняються смугою волосків, яка сягає їхніх очей, і помітними волосками між фасетками складних очей. Робочі особини можуть досягати розмірів до 9 мм завдовжки; цариці — 12 мм завдовжки.

## Поширення
Мешкає у хвойних і змішаних хвойних лісах, рідше в листяних лісах. Ареал поширюється по всій Північній Європі та частині Азії на північ від гімалайсько-тибетського бар'єру від Британських островів до Камчатки. Також трапляється в горах південніше, включаючи Альпи та Піренеї.

## Опис
Тіло має червоно-чорне забарвлення, характерне для лісових мурах. Потилиця носить вінок з довгих волосків, а нижня частина голови покрита кількома щетинками. Мезосома також волосиста. Дві чорні плями на переднеспинці та мезонотумі є чіткими і різного розміру. Робочі особини мають довжину від 4,5 до 9 мм. Петіоль має довші волоски ніж у Formica aquilonia, а стирчачі волоски на переднеспинці довші, ніж у Formica paralugubris. Відрізнити ці види між собою дуже важко.

## Спосіб життя
Цей вид мурашок утворює моногінні або полігінні багатокупольні колонії, причому тип колонії сильно відрізняється залежно від регіону. Наприклад, колонії у Фінляндії завжди моногінні та монодомні, але в Альпах вони дуже часто полігінні та полідомні. Завдяки високій щільності популяції цей домінуючий вид витісняє всі інші види Formica. З середини травня до середини липня вид роїться. У випадку моногінних гнізд розселення зазвичай відбувається через політ рою та формування соціально-паразитичного гнізда у Formica lemani. У разі багатоплідних гнізд готовність до розгонного польоту знижується. Парування часто відбувається в гнізді або на ньому, і молоді матки приймаються материнським гніздом.